# Championnats pan-pacifiques 1985
Navigation
Édition suivante
Les 1ers Championnats pan-pacifiques se déroulent à Tōkyō ( Japon), du 15 au 18 août 1985. 

## Tableau des médailles
| Rang | Nation           | Or | Argent | Bronze | Total |
| ---- | ---------------- | -- | ------ | ------ | ----- |
| 1    | États-Unis       | 25 | 15     | 8      | 48    |
| 2    | Australie        | 3  | 10     | 11     | 24    |
| 3    | Canada           | 2  | 6      | 10     | 18    |
| 4    | Japon            | 1  | 1      | 1      | 3     |
| 5    | Brésil           | 1  | 0      | 1      | 2     |
| 6    | Nouvelle-Zélande | 1  | 0      | 0      | 1     |
|      | Total            | 33 | 32     | 31     | 96    |

- Deux médailles d'or ont été décernées pour le 200 m 4 nages femmes
- Deux médailles d'argent ont été décernées pour le 400 m 4 nages hommes

## Podiums

### Hommes
| Épreuves           | Or                                                          | Or               | Argent                 | Argent         | Bronze          | Bronze         |
| ------------------ | ----------------------------------------------------------- | ---------------- | ---------------------- | -------------- | --------------- | -------------- |
| Nage libre         |                                                             |                  |                        |                |                 |                |
| 50 m               | Matt Biondi                                                 | 22 s 73          | John Sauerland         | 23 s 11        | Mark Stockwell  | 23 s 44        |
| 100 m              | Matt Biondi                                                 | 49 s 17          | Mike Heath             | 50 s 43        | Matthew Renshaw | 51 s 17        |
| 200 m              | Mike Heath                                                  | 1 min 49 s 29    | Matt Biondi            | 1 min 50 s 19  | Sandy Goss      | 1 min 50 s 56  |
| 400 m              | Justin Lemberg                                              | 3 min 52 s 13    | John Mykkanen          | 3 min 52 s 40  | Mike McKenzie   | 3 min 54 s 41  |
| 1 500 m            | Mike McKenzie                                               | 15 min 19 s 55   | Dan Jorgensen          | 15 min 19 s 74 | Mike O'Brien    | 15 min 27 s 76 |
| Dos                |                                                             |                  |                        |                |                 |                |
| 100 m              | Rick Carey                                                  | 56 s 46          | Mike West              | 56 s 60        | Charlie Siroky  | 57 s 06        |
| 200 m              | Rick Carey                                                  | 2 min 01 s 68    | Mike West              | 2 min 01 s 83  | Sean Murphy     | 2 min 02 s 35  |
| Brasse             |                                                             |                  |                        |                |                 |                |
| 100 m              | John Moffet                                                 | 1 min 02 s 42    | Brett Stocks           | 1 min 03 s 40  | David Lundberg  | 1 min 03 s 64  |
| 200 m              | John Moffet                                                 | 2 min 16 s 74    | Glenn Beringen         | 2 min 18 s 01  | Marco Veilleux  | 2 min 21 s 29  |
| Papillon           |                                                             |                  |                        |                |                 |                |
| 100 m              | Pablo Morales                                               | 53 s 69          | Jon Sieben             | 53 s 78        | Matt Biondi     | 54 s 57        |
| 200 m              | Anthony Mosse                                               | 1 min 58 s 74    | Vlastimil Cerny        | 1 min 59 s 22  | Ricardo Prado   | 1 min 59 s 89  |
| 4 nages            |                                                             |                  |                        |                |                 |                |
| 200 m              | Pablo Morales                                               | 2 min 04 s 04    | Rob Woodhouse          | 2 min 05 s 62  | Tom Ponting     | 2 min 06 s 03  |
| 400 m              | Ricardo Prado                                               | 4 min 20 s 37    | Jeff Prior Matt Rankin | 4 min 24 s 27  |                 |                |
| Relais             |                                                             |                  |                        |                |                 |                |
| 4x100 m nage libre | États-Unis Scott McAdam Mike Heath Paul Wallace Matt Biondi | 3 min 17 s 08 RM | Canada                 | 3 min 24 s 49  | Australie       | 3 min 24 s 64  |
| 4x200 m nage libre | États-Unis Mike Heath Matt Biondi Duffy Dillon Craig Oppel  | 7 min 17 s 63    | Canada                 | 7 min 31 s 54  | Australie       | 7 min 35 s 74  |
| 4x100 m 4 nages    | États-Unis Rick Carey John Moffet Pablo Morales Matt Biondi | 3 min 38 s 28 RM | Australie              | 3 min 45 s 54  | Canada          | 3 min 45 s 83  |

### Femmes
| Épreuves           | Or                                                                            | Or            | Argent             | Argent        | Bronze             | Bronze        |
| ------------------ | ----------------------------------------------------------------------------- | ------------- | ------------------ | ------------- | ------------------ | ------------- |
| Nage libre         |                                                                               |               |                    |               |                    |               |
| 50 m               | Lisa Dorman                                                                   | 26 s 19       | Jenna Johnson      | 26 s 47       | Angela Harris      | 26 s 57       |
| 100 m              | Jenna Johnson                                                                 | 56 s 36       | Carrie Steinseifer | 56 s 75       | Sarah Thorpe       | 57 s 51       |
| 200 m              | Carrie Steinseifer                                                            | 2 min 01 s 52 | Mary Wayte         | 2 min 01 s 74 | Michelle Pearson   | 2 min 01 s 87 |
| 400 m              | Kim Brown                                                                     | 4 min 13 s 16 | Diane Williams     | 4 min 15 s 67 | Donna Procter      | 4 min 16 s 07 |
| 800 m              | Kim Brown                                                                     | 8 min 36 s 92 | Tami Bruce         | 8 min 37 s 42 | Kim Milne          | 8 min 41 s 95 |
| Dos                |                                                                               |               |                    |               |                    |               |
| 100 m              | Betsy Mitchell                                                                | 1 min 02 s 88 | Andrea Hayes       | 1 min 03 s 20 | Georgina Parkes    | 1 min 04 s 62 |
| 200 m              | Andrea Hayes                                                                  | 2 min 13 s 06 | Georgina Parkes    | 2 min 14 s 97 | Betsy Mitchell     | 2 min 17 s 01 |
| Brasse             |                                                                               |               |                    |               |                    |               |
| 100 m              | Cindy Õunpuu                                                                  | 1 min 10 s 25 | Hiroko Nagasaki    | 1 min 10 s 57 | Jenny Hau          | 1 min 10 s 97 |
| 200 m              | Hiroko Nagasaki                                                               | 2 min 29 s 95 | Cindy Ounpuu       | 2 min 30 s 73 | Guylaine Cloutier  | 2 min 33 s 97 |
| Papillon           |                                                                               |               |                    |               |                    |               |
| 100 m              | Mary T. Meagher                                                               | 59 s 16       | Janet Tibbits      | 1 min 01 s 12 | Melanie Buddemeyer | 1 min 01 s 40 |
| 200 m              | Mary T. Meagher                                                               | 2 min 07 s 33 | Erika Hansen       | 2 min 11 s 93 | Jill Horstead      | 2 min 13 s 46 |
| 4 nages            |                                                                               |               |                    |               |                    |               |
| 200 m              | Michelle Pearson Michelle Griglione                                           | 2 min 15 s 94 |                    |               | Erika Hansen       | 2 min 19 s 82 |
| 400 m              | Erika Hansen                                                                  | 4 min 44 s 45 | Michelle Griglione | 4 min 46 s 79 | Celina Hardy       | 4 min 53 s 80 |
| Relais             |                                                                               |               |                    |               |                    |               |
| 4x100 m nage libre | États-Unis Carrie Steinseifer Jenna Johnson Michelle Griglione Betsy Mitchell | 3 min 45 s 65 | Australie          | 3 min 49 s 74 | Canada             | 3 min 50 s 19 |
| 4x200 m nage libre | États-Unis Mary Wayte Trina Radke Laura Walker Carrie Steinseifer             | 8 min 06 s 74 | Australie          | 8 min 11 s 26 | Canada             | 8 min 19 s 87 |
| 4x100 m 4 nages    | Canada Dara Torres Kristen Linehan Susan Johnson Angel Myers                  | 4 min 13 s 05 | Australie          | 4 min 13 s 30 | Japon              | 4 min 17 s 13 |